# Relations entre le Kosovo et la Norvège
Les Relations entre le Kosovo et la Norvège font référence aux relations bilatérales entre la république du Kosovo et le royaume de Norvège.
La Norvège a une ambassade à Pristina.

## Histoire
Le Kosovo a déclaré son indépendance de la Serbie le 17 février 2008 et la Norvège l'a reconnue le 28 mars 2008.